# 28492 Marik
28492 Marik (2000 CM59) là một tiểu hành tinh vành đai chính được phát hiện ngày 1 tháng 2 năm 2000 bởi JATE Asteroid Survey ở Piszkéstető.